# Sylloge Florae Europaeae
Sylloge Florae Europaeae (abreviado Syll. Fl. Eur.) es un libro con ilustraciones y descripciones botánicas que fue escrito por el botánico especialista de los musgos Carl Fredrik Nyman y publicado en el año 1855 con un suplemento en 1865.